# Hisoka Morou
Hisoka Morou (ヒソカ＝モロウ?, Hisoka Morou, Hyskoa nei titoli italiani degli episodi della prima serie animata e nei suoi titoli di coda, ma pronunciato comunque Hisoka) è un personaggio della serie manga e anime Hunter × Hunter scritta e disegnata dal mangaka Yoshihiro Togashi. 
Hisoka è un personaggio popolare tra i fan, arrivando al quarto e quinto posto nei primi due sondaggi di popolarità della serie. 

## Personaggio

### Aspetto
Hisoka si presenta come un individuo alto, dal fisico asciutto e muscoloso, con la faccia truccata da clown; indossa un vestito stravagante, scarpe con la punta ricurva, pantaloni larghi colorati e una giacca che riporta i simboli delle carte da gioco francesi.
È il personaggio che cambia più volte aspetto nel corso della serie: alla sua prima apparizione ha i capelli azzurri e vestiti prevalentemente viola e azzurri, successivamente cambia il colore dei capelli in arancione e veste con un completo da prestigiatore rosso, cambiandolo anche nella saga di York Shin. Nella saga di Greed Island si vede il suo ultimo look: i capelli non sono dritti e sono più lucenti, veste con una tuta azzurra dai dettagli viola, una sciarpa bianca e non ha nessun disegno sul viso.

### Carattere
Solitamente Hisoka ha un comportamento riflessivo, ingannevole e crudele; quando tuttavia incontra avversari che ne stimolino lo spirito combattivo, la follia sembra prendere il sopravvento e il suo corpo comincia a emanare una sete di sangue tale da essere percepita a grande distanza persino da chi non sa usare il Nen. Sempre in questo stato i suoi occhi si sgranano a dismisura, in contrasto con la sua normale espressione con gli occhi quasi socchiusi e la bocca perfidamente sorridente.
La consapevolezza riguardo alla propria forza e all'ossessione nel trovare avversari degni lo portano a prediligere scontri con persone particolarmente potenti, su tutti Gon, Killua e Quoll Lucifer: nonostante sia smanioso di scontrarsi in particolare con i due ragazzini, più volte si auto-invita a pazientare fino al giorno in cui avranno sviluppato a pieno le loro potenzialità, mentre è proprio l'idea di combattere contro Quoll l'unica ragione per cui decide di aggregarsi alla Brigata Fantasma e, successivamente, di aiutarlo nella ricerca di un esperto che lo liberi dalla restrizione impostagli da Kurapika.
Sembra avere una sorta di amicizia con il fratello maggiore di Killua, Illumi, anche se il loro rapporto non è chiaro.
Hisoka è estremamente intelligente, capace di elaborare complicate strategie di combattimento in un istante, e fa largo uso di tattiche psicologiche. È quasi impossibile capire quando mente rispetto a quando è sincero poiché per lui è naturale fare entrambe le cose: in ciò incarna le caratteristiche della sua categoria Nen, la Trasformazione, risultando capriccioso e bugiardo.

## Storia
In uno spin-off non canonico si scoprono le origini di Hisoka e come abbia appreso il Nen. Sembra che un giorno sia stato trovato svenuto da un mago, che lo invitò a stare da lui: Hisoka dimostrò subito un grande acume riuscendo a eseguire numeri circensi estremamente complicati solo dopo averli visti dagli altri artisti mentre si allenavano. Dopo avere parlato con il mago scoprì che era in grado di vedere l'aura pur non conoscendo il Nen, dimostrando quindi uno spirito d'osservazione e dei sensi incredibili: il mago si offrì allora di istruirlo poiché desiderava che almeno uno dei suoi allievi superasse l'aspirante Hunter che l'aveva surclassato durante l'esame. Hisoka stupì ancora il mago imparando il Ten e il Ren in poche settimane e poi si sottopose al test dell'acqua. Poi si scoprì che il serial killer che stava terrorizzando la città era proprio il suo maestro e Hisoka ingaggiò con lui una furiosa battaglia in cui fece sfoggio per la prima volta della Bungee Gum, con cui sconfisse l'uomo; inoltre si scopre anche che Sottile bugiardo è la tecnica con cui originariamente il maestro cambiava volto.
Hisoka appare per la prima volta come partecipante all'esame per diventare Hunter; precedentemente aveva già partecipato a un altro esame, ma fu bocciato per avere ucciso un esaminatore. Proprio durante l'esame incontra due delle sue prede più ambite, Gon e Killua, e farà sì che i due restino in vita e migliorino al massimo il loro potenziale così da poterli affrontare quando saranno pronti. Hisoka segue Gon e Killua fino alla Torre Celeste, impedendogli di raggiungere il duecentesimo piano fino a quando i due non avranno sviluppato il Nen. Affronta poi Kastro riuscendo a sconfiggerlo pur perdendo entrambe le braccia, poi riattaccate da Machi, e quindi Gon, decidendo di risparmiargli la vita in vista di uno scontro futuro.
Insieme agli altri membri Hisoka si reca a Yorkshin City per rubare gli oggetti presenti all'asta; collaborando con Kurapika riuscirà infine a sfidare Chrollo, ma quest'ultimo sarà impossibilitato a combattere poiché i suoi poteri Nen sono stati sigillati da Kurapika. Questo lo porterà a entrare nel gioco creato dal padre di Gon, Greed Island, convinto che lì potrà trovare un esorcista nen che possa aiutarlo a ripristinare i poteri di Chrollo. Durante il gioco ritroverà Gon e Killua, con i quali farà squadra per vincere un incontro di dodgeball contro uno dei creatori del gioco Razer. Riappare in seguito alla battaglia contro le formichimere per partecipare all'elezione del nuovo presidente dell'associazione Hunter. In questo frangente incontra Illumi, che gli chiede aiuto per uccidere la sorella Alluka. In questa circostanza Hisoka si scontrerà con numerosi avversari, tra cui Gotoh e alcuni Hunter, uccidendoli con facilità.
Hisoka si ripresenta quindi alla Torre Celeste in compagnia di Chrollo, che è stato liberato dalla catena di Kurapika, e finalmente può realizzare il suo desiderio di affrontarlo in combattimento. Chrollo, grazie al luogo di combattimento scelto e ai poteri presi in prestito dai suoi compagni Shalnark e Kortopi, riesce a sconfiggere e uccidere Hisoka. In seguito il suo cadavere viene recuperato da Shalnark, Kortopi e Machi al fine di accertarne la morte: Machi rimane da sola in compagnia del corpo esanime di Hisoka, ma mentre si accinge a curargli le ferite il nen del prestigiatore fa ripartire i suoi organi vitali potenziandosi ulteriormente; Hisoka cura quindi le proprie ferite combinando Bungee Gum e Sottile Bugiardo e imprigiona Machi prima di andarsene.
Decide quindi di sterminare la Brigata Fantasma e le sue prime vittime sono Kortopi e Shalnark, assassinati in un parco. Tutta la brigata si trova infine a bordo della nave diretta verso il continente oscuro e si scopre che anche Hisoka è salito a bordo. Anche Illumi si presenta insieme ai membri del ragno informandoli di essere entrato a fare parte della Brigata su assunzione diretta di Hisoka stesso con il compito di cercarlo e ucciderlo perché, a suo dire, è giunto il momento che uno dei due uccida l'altro.

## Poteri e abilità
Hisoka è uno dei personaggi più forti della serie ed è un prestigiatore dalle doti formidabili; è inoltre in possesso di doti fisiche sovrumane e di capacità di combattimento eccezionali.
Fa sovente uso dello Shu per rendere le sue carte da gioco affilate come lame ed esse sono la sua arma preferita. La cosa più terrificante di Hisoka non è, però, né la sua forza né le sue tecniche Nen, ma la sua intelligenza: è infatti capace di elaborare intricate ed efficaci strategie di combattimento in un attimo, dimostrando una grande elasticità mentale. Anche il suo modo di comportarsi, il suo atteggiamento e il suo modo di parlare sono finalizzati a confondere l'avversario, il quale, se non è dotato di esperienza e abilità fisica e mentale, si trova facilmente preda del suo gioco psicologico.
Dopo la sua morte contro Chrollo, grazie a un suo comando stabilito prima del decesso, Hisoka usa la Bungee Gum per rimettere in funzione i suoi organi interni, stimolando il suo cuore con un massaggio cardiaco grazie alle proprietà elastiche del nen di gomma e ritornare in vita. 

### Tecniche Nen
- Tela fantasma (薄っぺらな嘘ドッキリテクスチャー?, Dokkiri Tekusuchā)[7]: tecnica che permette a Hisoka di materializzare i suoi pensieri tramite il Nen e fissare la sua aura sopra un qualsiasi supporto. In questo modo è in grado di creare qualsiasi tipo di motivo su un foglio sottile come la carta e di usarlo per svariati scopi: gli è stato utile per trasformare un semplice fazzoletto nel finto tatuaggio del Ragno da appiccicarsi dietro la schiena o per nascondere le ferite alle braccia riportate in seguito al suo scontro con Kastro nell'Arena Celeste. La sua velocità nell'utilizzare questa tecnica è tale da trarre in inganno persino dei maestri nell'uso del Nen. In un'occasione è stato capace di usarlo di fronte a Pakunoda senza che lei potesse minimamente accorgersene. Combinando questa capacità con la Bungee Gum, riesce anche a nascondere ferite mortali o replicare arti perduti[7].
- Bungee Gum (バンジーガム?): chiamata Super Gomma nell'adattamento italiano, è una tecnica che fornisce proprietà elastiche e adesive all'aura di Hisoka, in modo che diventi estendibile come una gomma da masticare[13]. La Bungee Gum, se attaccata con successo, permette a Hisoka di strattonare e muovere l'avversario a suo piacimento: Hisoka può usare questa tecnica anche per bloccare gli attacchi nemici e rispedirli al mittente, oppure per dare ad armi o oggetti una velocità enorme sfruttando l'elasticità della gomma. Può usare l'adesività della gomma anche per bloccare il suo corpo al suolo quando deve incassare un colpo, in modo da non indietreggiare, o sfruttare l'elasticità per aumentare la sua velocità di movimento[13].